# Luis Diaz (Perkussionist)
Luis Diaz (* 6. November 1957) ist ein US-amerikanischer Perkussionist und Musikpädagoge.
Díaz ist Experte für afro-karibische Perkussion. Er gründete und leitete mehrere eigene Ensembles, darunter Veneno, Borinbomba und The Luis Diaz Quintet und arbeitete mit Musikern wie Brian Lynch, David Hazeltine, Melvin Rhyne, Peter Bernstein, Berkeley Fudge, Eddie Butts, John Benitez, Rick Germanson, der Ko-Thi Dance Company, dem Perkussionisten Dumah Saafir, dem Rumba-Musiker Carlos Eguis-Aguila, dem Jazzmusiker Buddy Montgomery und dem kubanischen Sänger und Perkussionisten Virgilio Marti zusammen. Weiterhin trat er mit der Gruppe Madisalsa, den Gruppen von Jeno Somlai und Eric Jacobson sowie Connie Grauers Rumbrava auf.
Von 1999 bis 2006 unterrichtete Díaz am Wisconsin Conservatory of Music und leitete dort u. a. Workshops mit Dave Mancini und David Ortiz. Er gab weiterhin Workshops an der University of Wisconsin, am Alverno College, der Cardinal Stritch University, dem Milwaukee Tech College und der Percussion Gallery in Ponce, Puerto Rico.